# Pepe (fotbalist)
Képler Laveran Lima Ferreira (n. 26 februarie 1983, Maceió, Brazilia), cunoscut ca Pepe, este un fotbalist portughez retras din activitate, care juca pe post de fundaș central. A jucat ultima dată pentru FC Porto, în Primeira Liga din Portugalia. Acesta s-a născut în Brazilia și a crescut acolo jucând la academia lui Corinthias-AL. Marítimo B a fost prima sa echipă în portugalia, iar acolo Pepe în vara lui 2002 pleacă la echipa cea mare a lui Marítimo unde în 2 ani bifează 63 de apariți și 3 goluri ca fundaș. În vara 2004 după reușita lui Mourinho, Képler Laveran Lima Ferreira se transferă la Porto FC până în anul 2007 câștigând diferite trofee tip Liga Portugaliei, Cupa Portugaliei și difere. Pepe pleacă de la Porto FC pentru Real Madrid unde atinge apogeul carierei cu 229 apariții și 13 goluri în 10 ani unde lumea îl recunoaște ca unul dintre cei mai violenți fundași creând una dintre cele mai bune apărări împreună cu Sergio Ramos, devenind unul dintre fundașii de valoare pe care Real Madrid i-a avut câștigând de trei ori Cupa Campionilor, de două ori Supercupa Europei, de trei ori La Liga și multe alte trofee find  nevoit să părăsească Real Madrid în vara lui 2017 plecând în Turcia la Beșiktaș unde nu a avut cea mai bună perioadă plecând de la ei în 2019 având doar 33 de apariții și 5 goluri. În 2019 Pepe semnează din nou cu Porto Fc echipa pe care o reprezintă în prezent cu doar 6 goluri la 40 de ani.
Cariera lui Pepe internațională începe cu anul 2007 în Portugalia la însăși echipa cea mare la care acesta joacă și în prezent chiar mergând și la Cupa Mondială din Qatar 2022 în total având 129 apariții cu 7 goluri.

## Palmares

### Club
Porto
- Primeira Liga: 2005–06, 2006–07
- Taça de Portugal: 2005–06
- Supertaça Cândido de Oliveira: 2004, 2006
- Cupa Intercontinentală: 2004

Real Madrid
- La Liga (3):  2007–08, 2011–12, 2016–17
- Copa del Rey (2): 2010–11, 2013–14

Finalist: 2012–13
- Supercopa de España (2): 2008, 2012

Finalist: 2011
- Liga Campionilor UEFA (3): 2013–14, 2015-2016, 2016–17
- Supercupa Europei (2): 2014, 2016

### Individual
- Echipa Turneului la Campionatul European: 2008, 2012

## Goluri internaționale
| #  | Data              | Stadion                                     | Oponent   | Scor | Rezultat | Competiția                                             |
| -- | ----------------- | ------------------------------------------- | --------- | ---- | -------- | ------------------------------------------------------ |
| 1. | 7 iunie 2008      | Stade de Genève, Geneva, Elveția            | Turcia    | 1–0  | 2–0      | Euro 2008                                              |
| 2. | 9 septembrie 2009 | Stadionul Puskás Ferenc, Budapesta, Ungaria | Ungaria   | 0–1  | 0–1      | Calificările pentru Campionatul Mondial de Fotbal 2010 |
| 3. | 13 iunie 2012     | Arena Lviv, Lviv, Ucraina                   | Danemarca | 0–1  | 2–3      | Euro 2012                                              |
| 4. | 1 septembrie 2016 | Estádio do Bessa, Porto, Portugalia         | Gibraltar | 5–0  | 5–0      | Amical                                                 |
| 5. | 2 iulie 2017      | Otkrytiye Arena, Moscova, Rusia             | Mexic     | 1–1  | 2–1 d.p. | Cupa Confederațiilor FIFA 2017                         |

## Statistici de club
| Club             | Sezon            | Campionat        | Campionat | Campionat | Cupă    | Cupă   | Europa  | Europa | Altele  | Altele | Total   | Total  |
| Club             | Sezon            | Divizie          | Meciuri   | Goluri    | Meciuri | Goluri | Meciuri | Goluri | Meciuri | Goluri | Meciuri | Goluri |
| ---------------- | ---------------- | ---------------- | --------- | --------- | ------- | ------ | ------- | ------ | ------- | ------ | ------- | ------ |
| Marítimo         | 2001–02          | Primeira Liga    | 4         | 0         | 0       | 0      | —       | —      | —       | —      | 4       | 0      |
| Marítimo         | 2002–03          | Primeira Liga    | 29        | 2         | 0       | 0      | —       | —      | —       | —      | 29      | 2      |
| Marítimo         | 2003–04          | Primeira Liga    | 30        | 1         | 1       | 0      | —       | —      | —       | —      | 31      | 1      |
| Marítimo         | Total            | Total            | 63        | 3         | 1       | 0      | —       | —      | —       | —      | 64      | 3      |
| Porto            | 2004–05          | Primeira Liga    | 15        | 1         | 1       | 0      | 5       | 0      | 1       | 0      | 22      | 1      |
| Porto            | 2005–06          | Primeira Liga    | 24        | 1         | 4       | 0      | 5       | 2      | —       | —      | 33      | 3      |
| Porto            | 2006–07          | Primeira Liga    | 25        | 4         | 0       | 0      | 8       | 0      | 1       | 0      | 34      | 4      |
| Porto            | Total            | Total            | 64        | 6         | 5       | 0      | 18      | 2      | 2       | 0      | 89      | 8      |
| Real Madrid      | 2007–08          | La Liga          | 19        | 0         | 1       | 0      | 3       | 0      | 2       | 0      | 25      | 0      |
| Real Madrid      | 2008–09          | La Liga          | 26        | 0         | 0       | 0      | 5       | 0      | 1       | 0      | 32      | 0      |
| Real Madrid      | 2009–10          | La Liga          | 10        | 1         | 1       | 0      | 6       | 0      | —       | —      | 17      | 1      |
| Real Madrid      | 2010–11          | La Liga          | 26        | 1         | 4       | 0      | 8       | 0      | —       | —      | 38      | 1      |
| Real Madrid      | 2011–12          | La Liga          | 29        | 1         | 5       | 0      | 9       | 0      | 2       | 0      | 45      | 1      |
| Real Madrid      | 2012–13          | La Liga          | 28        | 1         | 2       | 0      | 11      | 1      | 1       | 0      | 42      | 2      |
| Real Madrid      | 2013–14          | La Liga          | 30        | 4         | 7       | 1      | 11      | 0      | —       | —      | 48      | 5      |
| Real Madrid      | 2014–15          | La Liga          | 27        | 2         | 1       | 0      | 6       | 0      | 4       | 0      | 38      | 2      |
| Real Madrid      | 2015–16          | La Liga          | 21        | 1         | 1       | 0      | 9       | 0      | —       | —      | 31      | 1      |
| Real Madrid      | 2016–17          | La Liga          | 13        | 2         | 2       | 0      | 3       | 0      | 0       | 0      | 18      | 2      |
| Real Madrid      | Total            | Total            | 229       | 13        | 24      | 1      | 71      | 1      | 10      | 0      | 334     | 15     |
| Beșiktaș         | 2017–18          | Süper Lig        | 23        | 2         | 5       | 0      | 6       | 0      | 1       | 0      | 35      | 2      |
| Beșiktaș         | 2018–19          | Süper Lig        | 10        | 3         | 0       | 0      | 7       | 2      | —       | —      | 17      | 5      |
| Beșiktaș         | Total            | Total            | 33        | 5         | 5       | 0      | 13      | 2      | 1       | 0      | 52      | 7      |
| Porto            | 2018–19          | Primeira Liga    | 13        | 2         | 3       | 0      | 3       | 0      | 2       | 0      | 21      | 2      |
| Porto            | 2019–20          | Primeira Liga    | 25        | 1         | 2       | 0      | 9       | 0      | 1       | 0      | 37      | 1      |
| Porto            | 2020–21          | Primeira Liga    | 27        | 2         | 4       | 0      | 6       | 0      | 3       | 0      | 40      | 2      |
| Porto            | 2021–22          | Primeira Liga    | 21        | 1         | 3       | 0      | 9       | 0      | 0       | 0      | 33      | 1      |
| Porto            | 2022–23          | Primeira Liga    | 24        | 0         | 5       | 0      | 4       | 0      | 3       | 0      | 36      | 0      |
| Porto            | 2023–24          | Primeira Liga    | 22        | 1         | 4       | 0      | 7       | 2      | 1       | 0      | 34      | 3      |
| Porto            | Total            | Total            | 132       | 7         | 21      | 0      | 38      | 2      | 10      | 0      | 201     | 9      |
| Total în carieră | Total în carieră | Total în carieră | 521       | 34        | 56      | 1      | 140     | 7      | 23      | 0      | 742     | 42     |

1. 1 2 3 4 5 6 7 8 9 10 11 12 13 14 15 16 17 18  Apariții în UEFA Champions League
2. ↑  Apariție în UEFA Super Cup
3. 1 2  Apariție în Supertaça Cândido de Oliveira
4. 1 2 3 4  Apariții în Supercopa de España
5. ↑  O apariție în UEFA Super Cup, o apariție în Supercopa de España, două apariții în FIFA Club World Cup
6. ↑  Apariție în Turkish Super Cup
7. ↑  Apariții în UEFA Europa League
8. 1 2  Apariții în Taça da Liga
9. ↑  Două apariții în UEFA Champions League, șapte apariții în UEFA Europa League
10. 1 2  Două apariții în Taça da Liga, o apariție în Supertaça Cândido de Oliveira
11. ↑  Cinci apariții în UEFA Champions League, patru apariții în UEFA Europa League